# Hipótese do filho sexy

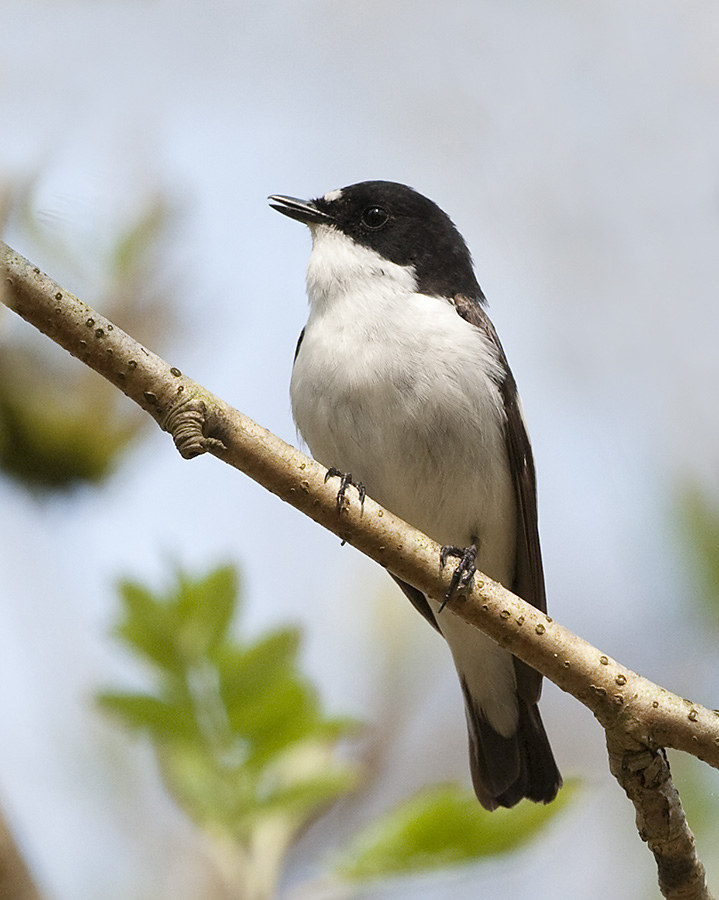
Papamoscas-pintado europeu

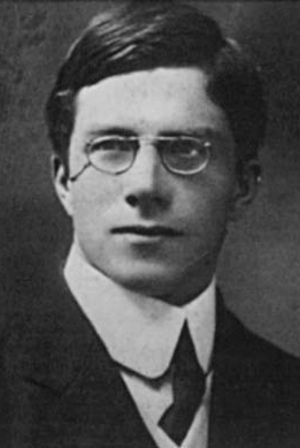
Ronald Fisher em 1912

A hipótese do filho sexy na evolução e na biologia evolutiva e na seleção sexual, proposta por Patrick J. Weatherhead e Raleigh J. Robertson da Queen's University em Kingston, Ontario em 1979, afirma que a escolha ideal de escolha de parceiro por parte de uma fêmea entre potenciais parceiros é aquela cujos genes produzirão machos com a melhor chance de sucesso reprodutivo. Isso implica que outros benefícios que o pai pode oferecer à mãe ou à prole são menos relevantes do que podem parecer, incluindo sua capacidade como cuidador parental, territorial e quaisquer presente nupcials. O princípio de Fisher significa que a razão de sexos (exceto em certos eusociais insetos) é sempre próxima de 1:1 entre machos e fêmeas, mas o que mais importa são os sucessos reprodutivos futuros de seus "filhos sexy", mais prováveis se eles tiverem um pai promíscuo, ao gerar um grande número de descendentes portadores de cópias dos seus genes.  
Esta hipótese de seleção sexual foi pesquisada em Papamoscas-pintado europeu.

## Contexto
As preferências de acasalamento das fêmeas são amplamente reconhecidas como responsáveis pela evolução rápida e divergente das características sexuais secundárias dos machos. Em 1915, Ronald Fisher escreveu:
Considerando que, enquanto esse gosto e preferência prevalecem entre as fêmeas da espécie, os machos desenvolverão penas caudais cada vez mais elaboradas e belas, a questão deve ser respondida: "Por que as fêmeas possuem esse gosto? De que serve para a espécie que elas selecionem esse ornamento aparentemente inútil?"  
O primeiro passo para uma solução reside no fato de que o sucesso de um animal na luta pela existência não é medido apenas pelo número de descendentes que ele produz e cria, mas também pelo sucesso provável desses descendentes. Assim, ao selecionar um parceiro dentre diversos competidores, é importante escolher aquele que tem maior probabilidade de produzir filhos bem-sucedidos.

Em 1976, antes do artigo de Weatherhead e Robertson, Richard Dawkins havia escrito em seu livro O Gene Egoísta:
Em uma sociedade onde os machos competem entre si para serem escolhidos como homens por fêmeas, uma das melhores coisas que uma mãe pode fazer para seus genes é ter um filho que, por sua vez, se torne um homem atraente. Se ela puder assegurar que seu filho seja um dos poucos sortudos machos que conquista a maioria das cópulas na sociedade quando adulto, ela terá um número enorme de netos. O resultado disso é que uma das qualidades mais desejáveis que um macho pode ter aos olhos de uma fêmea é, simplesmente, a atratividade sexual em si mesma.
O princípio de Ronald Fisher, conforme publicado em seu livro A Teoria Genética da Seleção Natural, é uma das várias possíveis explicações para os ornamentos dos animais, que são altamente diversos e frequentemente surpreendentes.  
Se as fêmeas escolherem machos fisicamente atraentes, elas tenderão a obter filhos fisicamente atraentes e, assim, mais netos, pois outras fêmeas exigentes preferirão seus filhos atraentes e sexy. A teoria funcionará independentemente do traço físico ou comportamental escolhido pela fêmea, desde que seja hereditário (ou seja, o traço varie entre os indivíduos da população), pois é a posse do traço que torna os machos atraentes, e não as qualidades intrínsecas do próprio traço.  
Uma vez que uma preferência se estabelece, fêmeas que escolhem machos com elaboradas características sexuais secundárias produzirão filhos que carregam alelos para o traço e filhas que carregam alelos para a preferência, gerando um acoplamento genético que impulsionará uma coevolução mútua tanto do traço quanto da preferência, devido à vantagem reprodutiva dos machos com o traço, criando um processo de fuga fisheriana de filhos sexy. Modelos similares foram propostos para preferências femininas pós-cópula, como o momento em que as fêmeas removiam a ampola espermática do macho após o acasalamento. A seleção sexual por benefícios diretos e/ou indiretos, bem como o conflito sexual, determinam a evolução dos sistemas de acasalamento animal.
No seu contexto original, a "hipótese do filho sexy em sentido restrito" de Weatherhead e Robertson refere-se a sistemas de acasalamento com cuidados de ambos os pais. Nestes sistemas, as fêmeas que se acasalam com um macho poligâmico normalmente recebem menos assistência do que fêmeas acasaladas com um macho monogâmico, e, assim, sofrem consequências diretas para sua aptidão, que precisam ser (pelo menos) compensadas pelos sucessos reprodutivos de seus filhos sexy. Por outro lado, uma "hipótese do filho sexy em sentido amplo" abrange tanto sistemas poligâmicos quanto de acasalamento promíscuo, com ou sem cuidados de ambos os pais. Alatalo (1998) argumenta que os custos de qualquer escolha adicional podem ser tão pequenos que a escolha feminina por machos que sinalizam honestamente — isto é, bons genes — pode evoluir mesmo que os benefícios indiretos na qualidade da prole sejam reduzidos. Um argumento similar pode ser feito para a hipótese do filho sexy se os parceiros de machos atraentes não sofrerem consequências diretas na aptidão.

## Conflito sexual

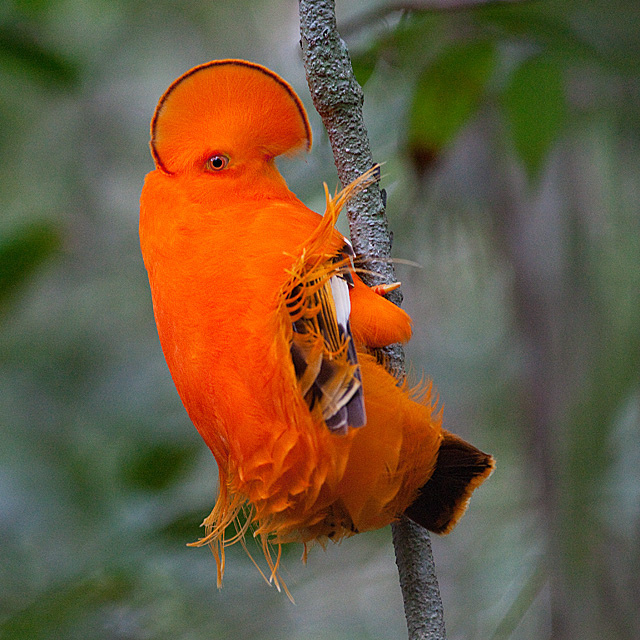
Galo-da-rocha guianense

O conflito sexual refere-se aos objetivos conflitantes dos machos e das fêmeas na reprodução. Descreve os interesses divergentes de ambos na otimização de sua aptidão. Do ponto de vista de cada parceiro, o melhor resultado seria que o outro se dedicasse aos cuidados dos filhotes, liberando recursos (por exemplo, tempo e energia) que, geralmente, o macho pode investir em mais acasalamentos para gerar descendência adicional. Em sistemas de acasalamento poligâmicos, o conflito sexual significa a otimização do sucesso reprodutivo masculino por meio do acasalamento com múltiplas fêmeas, mesmo que o sucesso reprodutivo de uma fêmea acasalada poligâmicamente seja reduzido. Isso pode ocorrer, por exemplo, com os Galo-da-rocha guianense, cujos machos passam a maior parte do tempo e energia mantendo suas plumagens e tentando conquistar o maior número possível de acasalamentos. As fêmeas, por outro lado, dedicam seu tempo à construção e manutenção de seus ninhos, onde depositam os ovos e criam os filhotes.

## Teoria dos bons genes
A teoria dos bons genes propõe que as fêmeas selecionam machos que demonstram vantagens genéticas capazes de aumentar a qualidade da prole. A maior viabilidade dos descendentes compensa qualquer redução no sucesso reprodutivo decorrente de serem "exigentes". A hipótese dos bons genes para a poliaandria propõe que, quando as fêmeas encontram machos melhores do que os parceiros anteriores, elas se acasalam novamente para fertilizar seus ovos com o esperma do macho superior.
Os Besouro de esterco que selecionam parceiros com melhor genética tendem a ter uma prole que sobrevive por mais tempo e possui maior capacidade reprodutiva do que aqueles que não escolhem parceiros de qualidade genética. Isso sugere que escolher cuidadosamente um parceiro é benéfico.
Outro estudo observa que as fêmeas de Antílope americano se envolvem num processo evidente e energeticamente dispendioso de amostragem de parceiros para identificar machos vigorosos. Embora cada fêmea selecione de forma independente, o resultado é que uma pequena proporção dos machos do rebanho gera a maioria dos filhotes. A prole de machos atraentes tem maior probabilidade de sobreviver até o desmame e atingir faixas etárias de até 5 anos, aparentemente devido a taxas de crescimento mais rápidas.  
Como os machos de Antílope americano não possuem ornamentos custosos, os autores concluem que a escolha feminina por bons genes pode existir na ausência de sinais sensoriais evidentes de seleção sexual, como chifres elaborados.

## Modelos de esperma

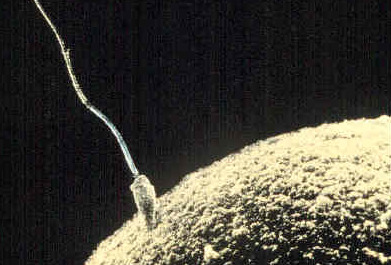
O esperma bem-sucedido é aquele que se funde com o óvulo.

Modelos de esperma de qualidade predizem associações genéticas positivas entre a competitividade espermática de um macho e a viabilidade geral de sua prole, enquanto modelos de esperma sexy preveem que fêmeas que se acasalam com múltiplos machos produzem mais netos.  
Assim como nos processos pré-cópula, modelos pós-cópula preveem que o traço nos machos que determina o sucesso da fertilização se tornará geneticamente acoplado ao mecanismo pelo qual as fêmeas escolhem o esperma dos machos preferidos.